# X-terminal
X-terminal − urządzenie (komputer) umożliwiające pracę w oparciu o system graficzny X Window System. Na X-terminalu jest uruchomiony X-serwer („serwer” oznacza w X lokalne oprogramowanie zarządzające urządzeniami wejścia/wyjścia), który, z użyciem protokołu X Window System, komunikuje się z aplikacjami X-klienta uruchomionymi na innym komputerze (z zasady, o większej mocy obliczeniowej). Możliwa jest sytuacja, gdy wiele X-klientów jest uruchomionych na odrębnych komputerach, które przesyłają wyniki swojej pracy do jednego X-terminala. X-terminal zwykle składa się z jednostki centralnej, monitora, klawiatury i myszki. X-terminale są typowo wykorzystywane między innymi przez system operacyjny Amoeba.
X-terminale czasy swojej popularności miały na początku lat '90 XX wieku; kilka firm wprowadziło je wówczas do sprzedaży. Wówczas ceny wydajnych komputerów były na tyle wysokie, że decydowano się na zakup jednego wydajnego komputera (z zainstalowanymi aplikacjami X-klientów) i instalację wielu X-terminali w pracowniach komputerowych.